# تایکاش
تایکاش (انگلیسی: Taykash) یک شهرک در شهرستان کاراایدلسکی استان باشقیرستان کشور روسیه است.